# بشنیایا
بشنیایا (به صربی: Bešnjaja) یک کوه در صربستان است که مابین دو شهر کراگویواتس و یاگودینا واقع شده‌است. بشنیایا ۶۱۳ متر بالاتر از سطح دریا واقع شده‌است.